# Maryse Bergé-Lavigne
Pour les articles homonymes, voir Lavigne.
Maryse Bergé-Lavigne est une personnalité politique française, membre du Parti socialiste née le 29 janvier 1941. 
Institutrice de profession, elle a été élue sénatrice de Haute-Garonne le 24 septembre 1989 et réélue le 27 septembre 1998. 